# Лалла Сальма
Принцеса Лалла Сальма (араб. الأميرة للا سلمى, амазігх: ⵍⴰⵍⵍⴰ ⵙⵍⵎⴰ; уроджена Сальма Беннані, 10 травня 1978, Фес) — принцеса-консорт Марокко. Дружина короля Могамеда VI і перша дружина правителя Марокко, що була публічно визнана і має королівський титул.

## Біографія
Сальма Беннані народилася у Фесі в родині з вищого середнього класу.
Її батьки — хадж Абдельхамід Беннані, шкільний учитель і Наїма Бенсуда, яка померла у 1981 році, коли Сальмі було три роки. Відтоді Сальму та її сестру Мер'єм виховувала їх бабуся хаджа Фатма Абделлауі Маане. Вона жила у Рабаті з кузиною Сарою, вони часто з'являлися на людях разом.
Сальма навчалася у приватній школі в Рабаті, ліцеї імені Хасана II, ліцеї імені Мулая Юсефа та l'École Nationale Supérieure d'Informatique et d'Analyse de Systèmes. Вона зустріла майбутнього чоловіка на приватній вечірці у 1999 році. Після закінчення навчання, кілька місяців працювала інженером інформаційних послуг в Omnium North Africa Group, найбільшій приватній холдинговій компанії країни (що контролюється королівською родиною Марокко).
Сальма взяла шлюб з королем Могамедом VI 12 жовтня 2001 року і 21 березня 2002 року у королівській резиденції Дар аль-Махзен у Рабаті й отримала титул Її Високості Принцеси Лалли.
Подружжя має двох дітей:
- Мулай Хасан, крон-принц Марокко (народився 8 травня 2003).
- Принцеса Лалла Хадіжа (народилася 28 лютого 2007 року).

## Роль
Сальма не є дуже активною принцесою Марокко, хоча більш публічна, ніж її попередниці. Вона підтримує асоціації боротьби з раком та Фезський фестиваль духовної музики.
Вона представляла короля Марокко на зустрічах і зібраннях у Таїланді, Японії і Франції. Заснувала асоціацію попередження раку у Марокко і долучалася до роботи з попередження СНІДу в Африці. Відвідувала Туніс і Саудівську Аравію. З липня 2006 року — посол доброї волі ЮНІСЕФ.

## Нагороди
- Орден Леопольда II, Бельгія (5 жовтня 2004).[3]
- Орден Ізабелли Католички, Іспанія (14 січня 2005).[7]